# Oscar F. Francke
Oscar Federico Francke Ballvé est un arachnologiste spécialiste des scorpions d'Amérique du Nord et d'Amérique centrale.
Diplômé en 1976 de l'université d'État de l'Arizona, il a travaillé à l'Université de Texas Tech. Il est curator des arachnides à Université nationale autonome du Mexique.

## Taxons nommés en son honneur
- Ananteris franckei Lourenço, 1982
- Uroctonus franckei Williams, 1986
- Austrochilus franckei Platnick, 1987
- Pecanapis franckei Platnick & Forster, 1989
- Vaejovis franckei Sissom, 1989
- Franckeus Soleglad & Fet, 2005

## Quelques Taxons décrits
- Alacran Francke, 1982
- Alacran chamuco Francke, 2009
- Alacran tartarus Francke, 1982
- Cazierius Francke, 1978
- Centruroides balsasensis Ponce & Francke, 2004
- Centruroides hirsutipalpus Ponce-Saavedra & Francke, 2009
- Centruroides pococki Sissom & Francke, 1983
- Diplocentrus anophthalmus Francke, 1977
- Diplocentrus chol Francke, 2007
- Diplocentrus churumuco Francke & Ponce Saavedra, 2005
- Diplocentrus cueva Francke, 1978
- Diplocentrus hoffmanni Francke, 1977
- Diplocentrus longimanus Santibanez-Lopez, Francke & Athanasiadis, 2011
- Diplocentrus maya Francke, 1977
- Diplocentrus mitchelli Francke, 1977
- Diplocentrus mitlae Francke, 1977
- Diplocentrus peloncillensis Francke, 1975
- Diplocentrus poncei Francke & Quijana-Ravell, 2009
- Diplocentrus reddelli Francke, 1977
- Diplocentrus tehuano Francke, 1977
- Diplocentrus tenango Santibanez-Lopez & Francke, 2008
- Eukoenenia corozalensis Montaño & Francke, 2006
- Heteronebo caymanensis Francke, 1978
- Kochius atenango (Francke & González Santillán, 2006)
- Kuarapu Francke & Ponce-Saavedra, 2010
- Kuarapu purhepecha Francke & Ponce-Saavedra, 2010
- Mastigoproctus lacandonensis Ballesteros & Francke, 2006
- Paruroctonus pecos Sissom & Francke, 1981
- Paruroctonus williamsi Sissom & Francke, 1981
- Pseudouroctonus saavasi Francke, 2009
- Pseudouroctonus sprousei Francke & Savary, 2006
- Sotanochactas Francke, 1986
- Tarsoporosus Francke, 1978
- Tityus dedoslargos Francke & Stockwell, 1987
- Tityus ocelote Francke & Stockwell, 1987
- Troglocormus  Francke, 1981
- Troglocormus ciego  Francke, 1981
- Troglocormus willis Francke, 1981
- Troglotayosicus humiculum Botero-Trujillo & Francke, 2009
- Typhlochactas cavicola Francke, 1986
- Typhlochactas sissomi Francke, Vignoli & Prendini, 2009
- Vaejovis darwini Santibanez-Lopez & Francke, 2010
- Vaejovis dzahui Santibanez-Lopez & Francke, 2010
- Vaejovis kuarapu Francke & Saavedra, 2005
- Vaejovis ocotensis Zarate-Galvez & Francke, 2009
- Vaejovis prendinii Santibanez-Lopez & Francke, 2010
- Vaejovis trespicos Zarate-Galvez & Francke, 2009
- Vaejovis zapoteca Santibanez-Lopez & Francke, 2010

Francke est l’abréviation habituelle de Oscar F. Francke en zoologie.

Consulter la liste des abréviations d'auteur en zoologie ou la liste des taxons zoologiques assignés à cet auteur par ZooBank